# Кодекс Коридети
Кодекс Коридети (лат. Codex Coridethianus; условное обозначение: Θ или 038) — унциальный манускрипт IX века на греческом и латинском языках, содержащий текст четырёх Евангелий, на 249 пергаментных листах (29 x 24 см). Рукопись получила название от места своего происхождения. 

## Особенности рукописи
Текст на листе расположен в двух колонках по 25 строки в колонке. Рукопись содержит три лакуны в Евангелии от Матфея (Матф. 1,1-9; 1,21-4,4; 4,17-5,4). 
В Евангелии от Марка текст рукописи отражает кесарийский тип текста. В остальных евангелиях близок к византийскийскому типу текста. Рукопись отнесена к II категории Аланда.

## История
Рукопись была обнаружена в церкви свв. Кирика и Иулитты в Коридети, недалеко от Чёрного моря (сейчас Тбилиси). В настоящее время рукопись хранится в Грузинской Национальной Библиотеке Рукописей (Gr. 28) в Тбилиси, Грузия.